# Aburria aburri
Aburria aburri е вид птица от семейство Cracidae, единствен представител на род Aburria. Видът е почти застрашен от изчезване.

## Разпространение
Видът е разпространен във Венецуела, Еквадор, Колумбия и Перу.